# Ми (альбом)
«Ми» — шостий студійний альбом української співачки Джамали, що вийшов 12 березня 2021 року. Він містить вісім пісень українською, англійською та російською мовами, написані співачкою в співавторстві з іншими піснярами. Презентація альбому наживо відбулася 21 жовтня 2021 року в Жовтневому палаці в Києві.

## Історія
Альбом «Ми» записаний влітку 2020 року на студії звукозапису «Jenny» у Львові. Через карантинні обмеження реліз альбому, запланований на осінь того ж року, відклали на наступний рік. Над альбомом співачка працювала в співавторстві з Олександрою Макаровською, Дар'єю Федоренко, Тетяною Милимко та Андрієм Чмутом. Музичними продюсерами стали Микола Усатий та Дмитро Нечепуренко.
До альбому ввійшли вісім пісень українською, англійською та російською мовами. Пісня «Кохаю», вийшла як сингл 2019 року, спочатку ввійшла до альбому «Выход в свет» казахського репера Джа Халіба. «Like a hero» є іншомовною версією пісні «Ціна правди», що стала саундтреком до однойменного фільму польської режисерки Агнешки Голланд. «Вдячна», вийшла як сингл 26 лютого 2021 року на підтримку майбутнього альбому.
За словами співачки, рушійною силою нового альбому є любов, сила, вдячність, віра і прощення: «...лейтмотив практично всіх композицій, що нам треба бути вдячними, вірити в себе, вірити у своїх дітей, щоб із них могли вирости справжні люди».
Альбом «Ми» вийшов 12 березня 2021 року в цифровому форматі. Релізом альбому в Україні та за кордоном займався лейбл «Enjoy!».

## Список пісень
| #     | Назва                          | Автор слів                                     | Автор музики                              | Тривалість |
| ----- | ------------------------------ | ---------------------------------------------- | ----------------------------------------- | ---------- |
| 1.    | «Вірю в тебе»                  | С. Джамаладінова, Д. Федоренко                 | С. Джамаладінова, А. Чмут                 | 4:15       |
| 2.    | «Вдячна»                       | С. Джамаладінова, Д. Федоренко                 | С. Джамаладінова, О. Макаровська          | 3:56       |
| 3.    | «Ми»                           | С. Джамаладінова, Д. Федоренко, О. Макаровська | С. Джамаладінова, А. Чмут                 | 3:31       |
| 4.    | «Сила»                         | С. Джамаладінова, Д. Федоренко, Т. Милимко     | С. Джамаладінова, О. Макаровська          | 3:48       |
| 5.    | «Вогонь і вода»                | С. Джамаладінова, Д. Федоренко, Т. Милимко     | С. Джамаладінова, А. Чмут                 | 3:55       |
| 6.    | «Загадка»                      | С. Джамаладінова, Д. Федоренко, Т. Милимко     | С. Джамаладінова, А. Чмут, Д. Нечепуренко | 3:57       |
| 7.    | «Кохаю» (за участю Джа Халіба) | С. Джамаладінова, Б. Мамедов, О. Жвакін        | С. Джамаладінова, Б. Мамедов              | 4:38       |
| 8.    | «Like a hero»                  | З. Желєзнов, О. Макаровська                    | С. Джамаладінова                          | 4:10       |
| 32:13 |                                |                                                |                                           |            |

## Чарти
Після релізу 12 березня 2021 року альбом «Ми» потрапив до чарту «Ukraine Top 100 Pop Albums» сервісу для потокового прослуховування музики «Apple Music». На другому тижні перебування в чарті він досяг восьмої позиції.
| Чарт (2021)                  | Найвища позиція |
| ---------------------------- | --------------- |
| Україна (Top 100 Pop Albums) | 8               |

## Історія релізу
| Назва | Дата            | Формат              | Лейбл  |
| ----- | --------------- | ------------------- | ------ |
| «Ми»  | 12 березня 2021 | Цифрова дистрибуція | Enjoy! |